# DIVA '83
DIVA '83 is een amateurvoetbalclub voor vrouwen die werd opgericht in 1983 in de Nederlandse stad Groningen. Het eerste veldvoetbalteam speelt in de Vijfde klasse zaterdag. DIVA is een van de zeven verenigingen in Nederland waar uitsluitend vrouwenvoetbal plaatsvindt.
Naast het veldvoetbalteam op zaterdag heeft DIVA '83 ook twee veldteams van de spelvorm 7x7 (18+ en 30+), die een aantal keer per seizoen op de vrijdagavond in toernooivorm voetballen. Ten slotte is er een zaalvoetbalteam en een groep trainingsleden. De veldvoetbalsters spelen op sportpark Kardinge, onder andere samen met sportclub GVAV-Rapiditas waar de vereniging mee samenwerkt.

## Geschiedenis
DIVA '83 is opgericht op 15 februari 1983 in de stad Groningen door een groep vrouwen die zich afsplitsten van voetbalvereniging VV Astrea.